# Сорин, Карлос
Ка́рлос Сори́н (исп. Carlos Sorín; род. 1944) — аргентинский режиссёр и сценарист.

## Биография
Карлос Сорин родился в 1944 году в Буэнос-Айресе (Аргентина). Карьеру в кинематографе начал в 1970 году  кинооператором. В 1986 году снял один из первых своих полнометражных фильмов «Король и его кино» (исп. La película del rey), который был высоко оценен кинокритиками: 8 престижных кинопремий, включая Серебряного кондора за лучший дебют и оригинальный сценарий.
Чрезвычайно успешным стал фильм «Короткие истории» (исп. Historias mínimas, 2002 год), который получил 22 награды на 12 фестивалях, наиболее престижные из которых 8 «Серебряных кондоров» и 3 приза кинофестиваля в Сан-Себастьяне.

## Фильмография
| Год  |   | Русское название                | Оригинальное название  | Роль                |
| ---- | - | ------------------------------- | ---------------------- | ------------------- |
| 1986 | ф | Король и его кино               | La película del rey    | режиссёр, сценарист |
| 1989 | ф | Ослепительная улыбка Нью-Джерси | Eversmile, New Jersey  | режиссёр, сценарист |
| 2002 | ф | Короткие истории                | Historias mínimas      | режиссёр            |
| 2004 | ф | Аргентинский дог                | El perro               | режиссёр, сценарист |
| 2006 | ф | Путь Святого Диего              | El camino de San Diego | режиссёр, сценарист |
| 2008 | ф | Окно                            | La ventana             | режиссёр, сценарист |
| 2011 | ф | Кот исчезает                    | El gato desaparece     | режиссёр, сценарист |